# Kristijonas Donelaitis

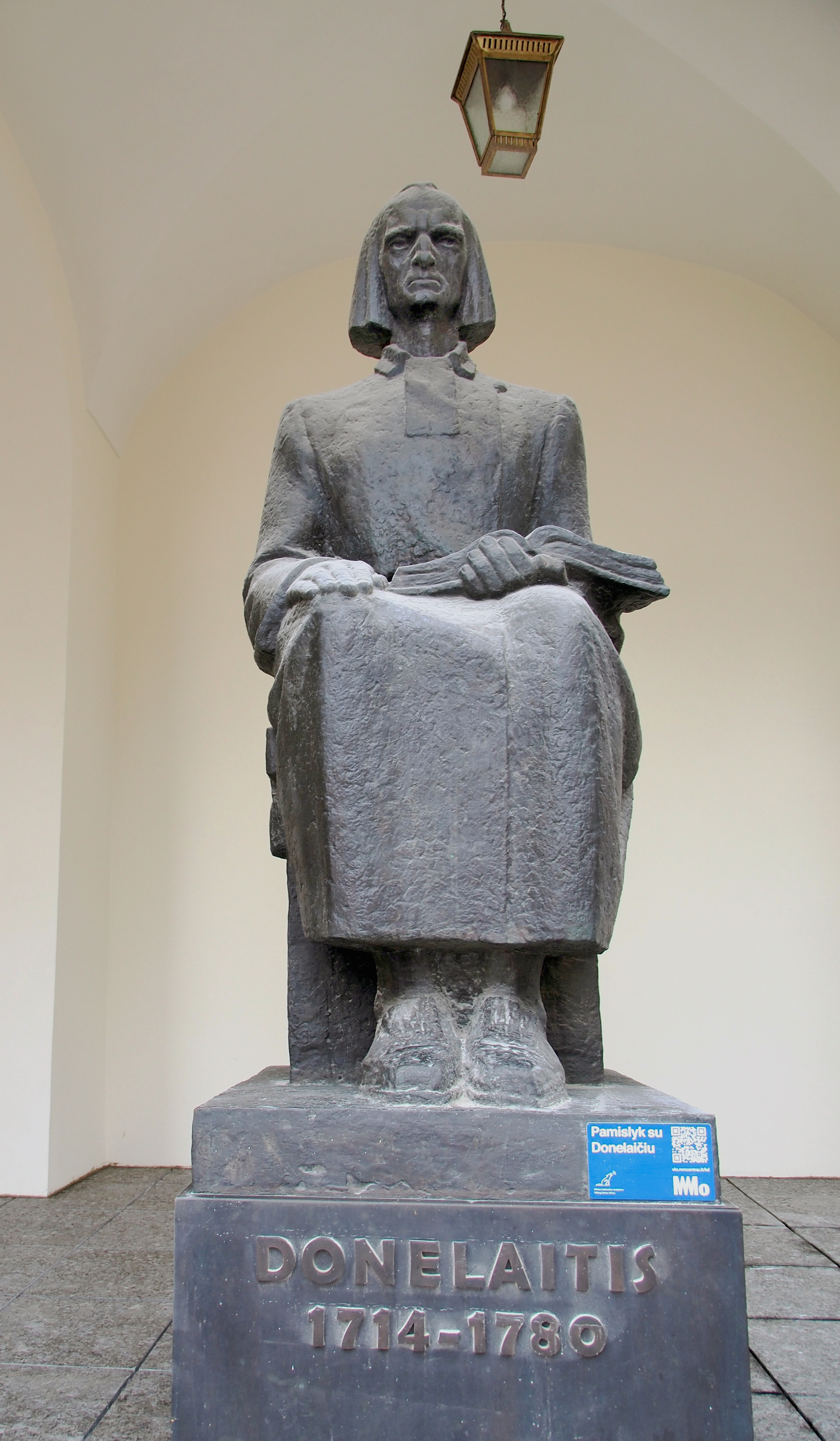
Kristijonas Donelaitis Skulptur in Vilnius (Litauen)

Christian Donaleitis, auch Kristijonas Donelaitis (er selbst nannte sich Christian Donalitius, * 1. Januar 1714 in Lasdinehlen, Ostpreußen; † 18. Februar 1780 in Tollmingkehmen) war protestantischer Pfarrer einer deutsch-litauischen Gemeinde im ostpreußischen Tollmingkehmen (Preußisch-Litauen), wo er 37 Jahre in deutscher und in litauischer Sprache predigte. Mit seiner Dichtung Metai (Jahreszeiten) gilt er als „die überragende Dichterpersönlichkeit im Litauen des 18. Jahrhunderts“ und als Begründer der weltlichen litauischen Literatur. Er schrieb auch in deutscher Sprache und sprach bzw. las zudem Griechisch, Hebräisch und Französisch.

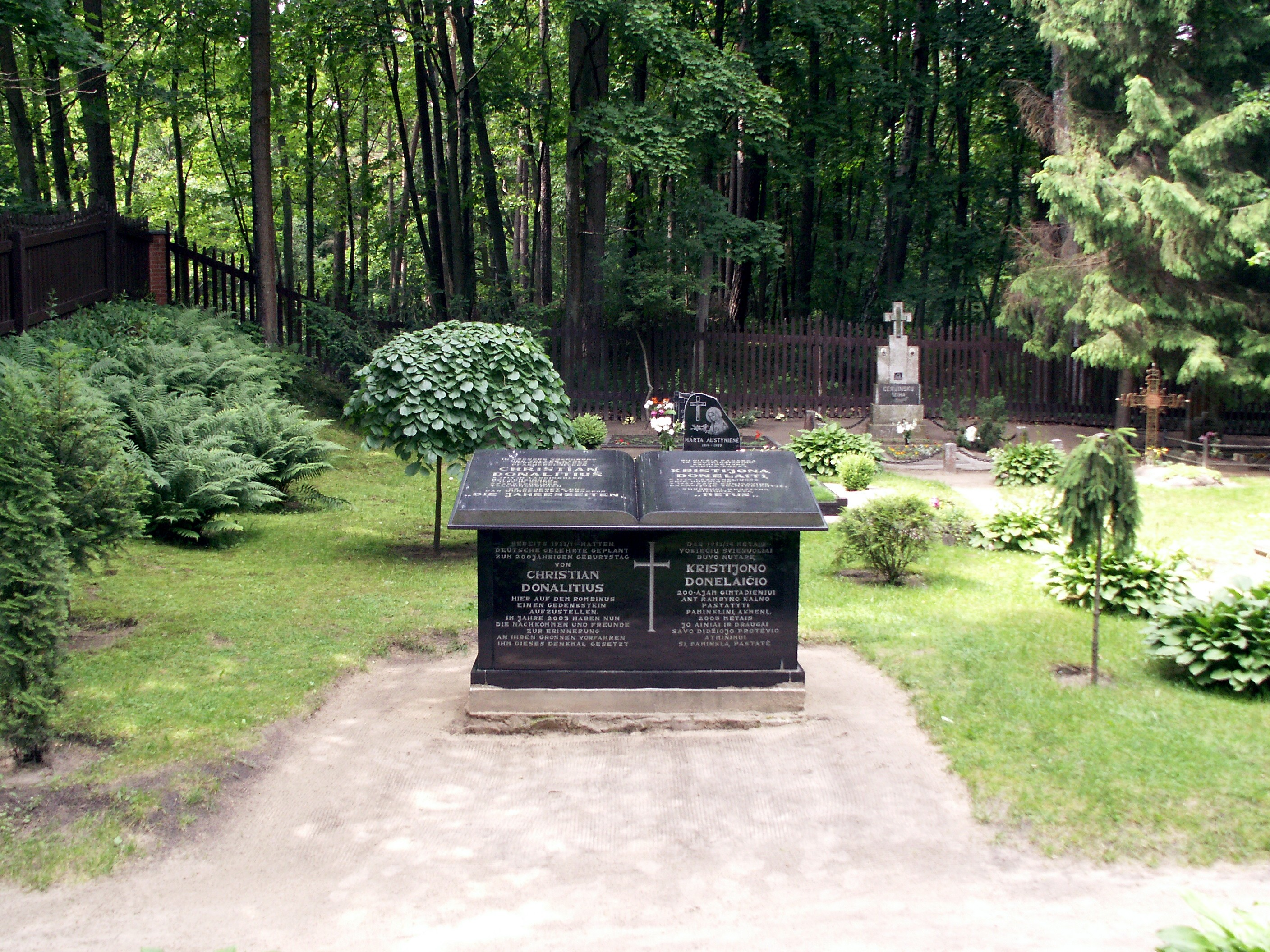
Zweisprachiges Denkmal für Donelaitis auf dem Friedhof zu Bitėnai (Bittehnen), Kreis Pagėgiai (Pogegen) (im früheren Memelland)

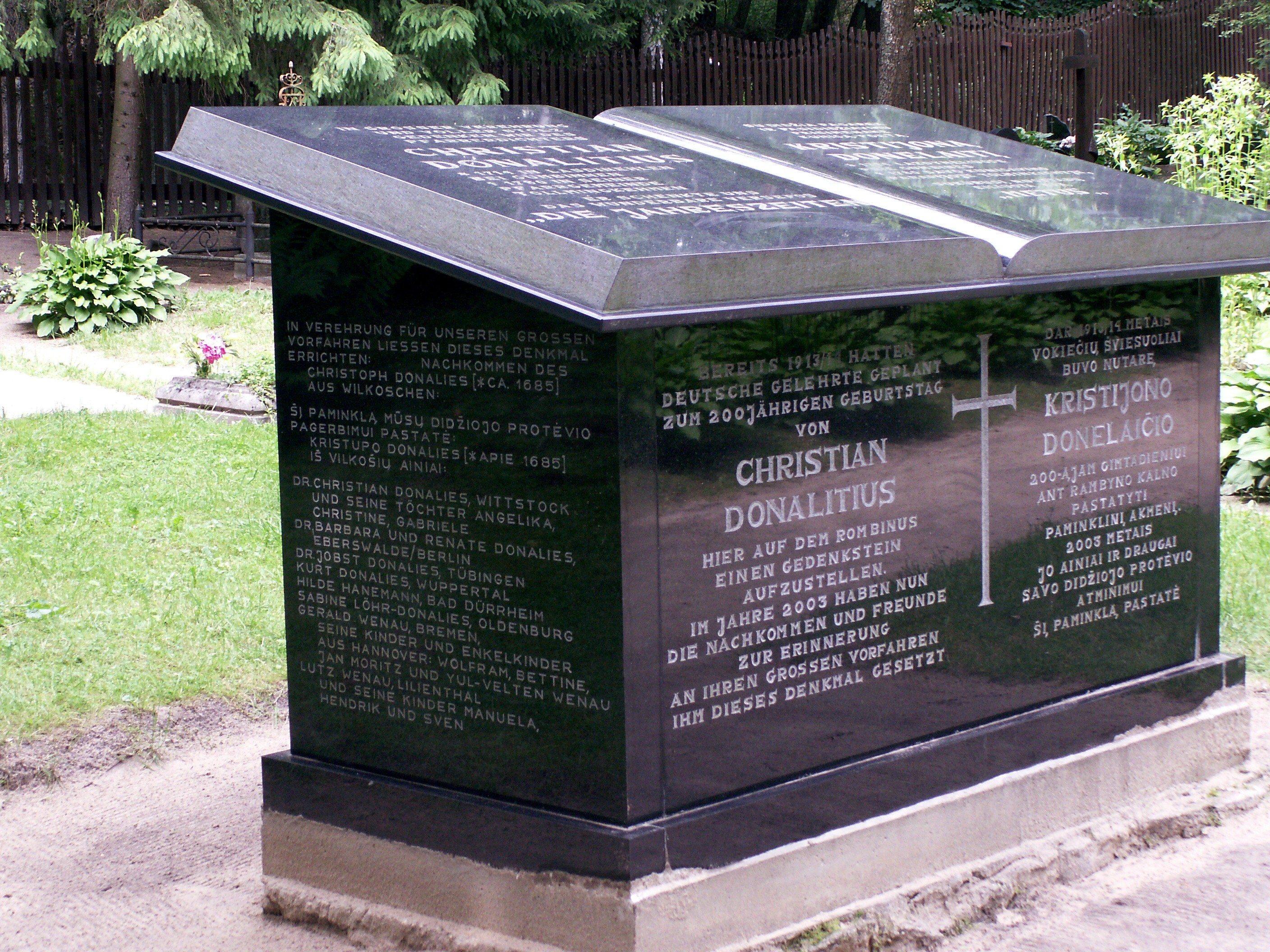
Seitliche Ansicht des Denkmals

## Leben
Kristijonas Donelaitis wurde als Sohn eines früh verstorbenen Kölmers (Freibauern) geboren. Er besuchte als Pauperschüler (armer Stipendiat) die renommierte Domschule (Kneiphof) in Königsberg. Sein Bruder Friedrich wurde Goldschmied und Juwelier in Königsberg. Sein Bruder Michael erbte den Besitz des verstorbenen Vaters und der Bruder Adam wurde Huf- und Waffenschmied.
In Königsberg studierte Donelaitis unter pietistischen Professoren Theologie und besuchte das vom preußischen König zur Erhaltung der litauischen Sprache gegründete, von Albert Schulz geleitete Litauische Seminar. An ihm wurden die Pfarrer der vielfach neugegründeten Orte in litauischsprachigen Gemeinden Preußens ausgebildet.
Er wirkte ab 1740 einige Zeit in Stallupönen (heute russisch: Nesterow) als Kantor. Nebenher arbeitete er auch als Mechaniker, wobei er Pianos baute und Glas für Thermometer und Barometer schliff. „Seine Barometer und Thermometer, die er verfertigte, waren lange Zeit berühmt.“ Von 1743 bis zu seinem Tode war er als Pfarrer in Tollmingkehmen (Tschistyje Prudy) tätig. Er heiratete Anna Regina, die Tochter des Stadtrichters Ohlefant aus Goldap; sie war die Witwe eines Lehrerkollegen aus Stallupönen. Die Ehe blieb kinderlos.

## Werk
Donelaitis' Hauptwerk Metai (dt. Jahreszeiten) (s. u.) entstand als Gelegenheitsdichtung, vermutlich zunächst zur Ausgestaltung seiner Predigten.
Von Donelaitis sind auch einige Gedichte in deutscher Sprache überliefert.
Er wurde als „der Erste innerhalb der westlichen Kultur“ bezeichnet, „der ein belletristisches Werk über gewöhnliche Menschen geschrieben habe“.

## Stellung in der litauischen Sprache und Literatur
Im frühneuzeitlichen Großfürstentum Litauen war das Litauische mehr und mehr aus der Öffentlichkeit verschwunden, vor allem nach der Union mit Polen (1569), wo es im polnischen Gesamtstaat Polen-Litauen bald eine untergeordnete Rolle spielte und nur noch von den Bauern gesprochen wurde. Demgegenüber erlebte es im preußischen Teil Litauens – Preußisch Litauen oder Klein-Litauen, den Ämtern im Norden Ostpreußens mit starkem litauischen Bevölkerungsanteil –, eine Renaissance, die für die Entstehung eines litauischen Nationalgedankens an der Wende vom 19. zum 20. Jahrhundert wichtig wurde. Die loyale Haltung der ostpreußischen Litauer zur Krone und im Gegenzug eine tolerantere Haltung der Regierung den sprachlich-kulturellen Bestrebungen der Litauer gegenüber, wie sie Donelaitis verkörperte, war der Sprachentwicklung förderlich, während die Polonisierungs- bzw. Russifizierungspolitik in den anderen Teilen des litauischen Sprachgebiets zur Unterdrückung des sprachlichen Eigenlebens führten. Die Litauische Litterarische Gesellschaft wurde dementsprechend 1879 im ostpreußischen Tilsit gegründet, um den seit Donelaitis stark bedrohten Sprachbestand zu dokumentieren und zu erhalten.

## Rezeption in Deutschland
Auf Anregung des preußischen Kultusministers Wilhelm von Humboldt veröffentlichte der Königsberger Professor Ludwig Rhesa erstmals Donelaitis' Werk. In einer Würdigung heißt es:

„Er war ein großer Freund der Gartenkunst, schliff optische Gläser, verfertigte Thermometer und Barometer, die in ganz Preußen berühmt waren, baute Forte-Pianos, auf denen er selbst vortrefflich spielte; aber noch mehr Reiz als Musik hatte für ihn die verschwisterte Dichtkunst. Unter seinen nachgelassenen Papieren finden sich hebräische, griechische, lateinische, französische und deutsche Gedichte. Aber sein Meisterwerk bleibt das hier zum ersten Mal abgedruckte Gedicht über die vier Jahreszeiten. Der Dichter, dem Dichten so sehr zum Naturbedürfnis geworden war, dass er auch oft mit seinen Freunden in Versen correspondirte ...“

Weniger enthusiastisch ist die Aufnahme bei seinen preußisch-litauischen Landsleuten. Friedrich Kurschat urteilt 1876:

„Christian Donalitius Littauische Dichtungen..... sind zwar in ganz littauischer Ausdrucksweise geschriebene episch-idyllische Erzählungen, aber beim Volk nicht beliebt, weil darin das alltägliche prosaische Volksleben (in Hexametern) dargestellt wird, zum Theil aber in übertriebenen Formen und verzerrten Bildern, woran das Volk kein Wohlgefallen findet.“

1856 urteilt der Pädagoge und preußische Regierungsrat Gerd Eilers:

„An diese unmittelbaren Ergüsse eines [oldenburgischen] Naturdichters, der ohne alle Schulbildung war, aber mit aufgeschlossenem Sinne bei den Erscheinungen des Lebens und der Natur verweilte, wurde ich vierzig Jahre später zu meinem Erstaunen in Litauen durch die litauische Volkspoesie sehr lebhaft erinnert. Dieselben Bilder, welche die natürliche menschliche Naturanschauung in die Seele des oldenburgischen Bauern warf, erkannte ich wieder in den litauischen Dichtungen des Donaleitis, übersetzt von Rhesa. Hier wie dort sind es Dorfbewohner, deren Leiden und Freuden, Leben und Sitten geschildert werden, Störche, Schwalben, Singvögel, Haustiere haben fast dieselben Beziehungen zu dem häuslichen Leben der Menschen; hier wie dort dieselben ländlichen Beschäftigungen, dieselben Schilderungen der Natur, dieselben Bilder und Vergleichungen. Aber welch ein Unterschied zwischen dem Selbstgefühl eines oldenburgischen Bauern und dem eines litauischen. In dem oldenburgischen Bauern gibt sich ein Freiheitsgefühl kund, welches bei aller Bescheidenheit jedem, der es tatsächlich beeinträchtigen wollte, einen Kampf auf Leben und Tod entgegensetzen würde. Ik sitt upp min Egen, well will mi wat dohn? Ich bin ein freier Eigentümer, wer will mir was anhaben? [...] Durch die Dichtungen des Donaleitis dagegen zieht sich ein Gefühl tiefer Wehmut über unterdrückte Nationalität und verlorene Freiheit. Das Volk seufzt unter dem Drucke der Frondienste und der Willkür der gnädigen Herren, noch mehr unter der ihrer übermütigen Söhne und Diener.“

Die jüngste vollständige deutschsprachige Nachdichtung stammt von Hermann Buddensieg (1970). Mitte der 1960er Jahre setzte sich Johannes Bobrowski (1917–1965) in dem Roman Litauische Claviere mit Donelaitis auseinander. 1976 hatte die Oper gleichen Namens von Rainer Kunad in Dresden Premiere. Auszüge übertrug Hans-Ulrich Werner 2002, kommentiert mit Betrachtungen zum „litauischen“ und „deutschen“ Hexameter, im Perkunas-Verlag.

## Metai(Die Jahreszeiten)
Nach vielen Jahren Sammlung und Bearbeitung veröffentlichte erst 1818 Ludwig Rhesa die hinterlassenen litauischen Dichtungen zusammen mit deutscher Übersetzung in gekürzter Fassung. 1865 gab der Linguist August Schleicher in Sankt Petersburg bei der Kaiserlichen Akademie der Wissenschaften schließlich die Originalverse des Christian Donalitius als erste vollständige Ausgabe mit einem Glossar heraus. Während der Zarenzeit bis 1917 wurde Schleichers Veröffentlichung u. a. als Lehrbuch des Litauischen an russischen Gymnasien und Universitäten verwendet. Ferdinand Nesselmann beanstandete in seiner Königberger Ausgabe von 1888 einige Übersetzungen Schleichers. Im heutigen Litauen blieb Christian Donalitius bis zu Beginn des 20. Jahrhunderts relativ unbekannt, gilt als Kristijonas Donelaitis dort jetzt aber als Begründer der litauischen Nationalliteratur.
Noch vor Klopstock in seinem Messias schrieb Donelaitis in Hexametern. Vor ihm gab es in Preußen neben Wörterbüchern und Grammatiken litauische Texte nur aus religiöser Veranlassung (Bibeln, Gebet- und Gesangbücher) und in einigen Eidesformeln. Die UNESCO nahm Metai 1977 in die Bibliothek der Literaturmeisterwerke Europas auf.
In der Übersetzung von Ludwig Passarge, 1894:
III. Die Freuden des Frühlings
PAVASARIO LINKSMYBĖS
 Jau saulelė vėl atkopdama budino svietą
Ir žiemos šaltos trūsus pargriaudama juokės.
Šalčių pramonės su ledais sugaišti pagavo,
Ir putodams sniegs visur į nieką pavirto.
Tuo laukus orai drungni gaivindami glostė
Ir žoleles visokias iš numirusių šaukė.
Krūmai su šilais visais išsibudino keltis,
O laukų kalnai su kloniais pametė skrandas.
Vislab, kas rudens biaurybėj numirė verkdams,
Vislab, kas ežere gyvendams peržiemavojo
Ar po savo keru per žiemą buvo miegojęs,
Vislab tuo pulkais išlindo vasarą sveikint.
Wiederum stieg die Sonne herauf und weckte die Welt auf,
Lachte der Werke des kalten Winters und warf sie in Trümmer.
Leicht mit dem Eise zerrann, was der Frost phantastisch erbaute,
Und der schäumende Schnee verwandelte rings in ein Nichts sich.
Lauer schon wehten die Lüfte und brachten Labung den Fluren,
Weckten zur Auferstehung die Blumen aus traurigen Gräbern.
Büsche und Heiden, alles erwachte zum fröhlichen Leben,
Höhe und Tiefe der Ackerflur zog rasch sich den Pelz aus.
Alles, was weinend erstarb in des Herbstes starrendem Wehen,
Alles, was tief versteckt in den Teichen den Winter verbrachte, 
Oder was unter den Stümpfen des Waldes den Winter verschlafen,
Alles das kroch in Scharen heraus, zu begrüßen den Frühling.
.......

IV. Die Arbeiten des Sommers
........
Dieser nichtsnutzige Plautschun, ein Jahr ist's her, dass beim Kaspar
Eingeladen zur Talk, er sich so sinnlos betrunken,
Dass er bei dunkler Nacht, im Feld sich verirrend, das Wetzzeug,
Das noch neue, verlor, samt seiner schartigen Sense,
Und in der Frühe des Morgens erst kam nach Hause geschlichen.
Als er sodann den ganzen Tag im Schlafe gelegen,
Fiel's ihm nicht ein, das verlorne Gerät auf dem Felde zu suchen,
Bis im folgenden Jahr die Wachtel wieder ins Heu rief.
Sieh, da vermisste Plautschun die Sense zugleich mit dem Wetzzeug,
Lief wehklagend umher bald hierhin, bald dorthin, bis schließlich
Er in unmäßiger Wut einen birkenen Knüttel erfasste,
Und fast zu Tod schlug die Frau samt den Kindern, der Unhold.
Als er sich ausgerast, unmenschlich fluchend und tobend,
Sattelt' in seiner Manier er den elenden Klepper, den Einohr,
Ritt dann nach Königsberg stracks, sich eine Sense zu kaufen.
Aber hier gab es so viel der herrlichen Dinge zu schauen,
Die er mit offenem Maul anstaunte, als bäurischer Dämel,
Dass er alles vergaß, die neue Sense, das Wetzzeug.
Aber den Klepper auch hatte er dort vertrunken beim Mikas;
Und so kam er zu Fuß nach vierzehn Tagen nach Hause,
Wo er die Wiese, halb niedergetreten - 's ist Schande zu sagen -
Murrend und kriechend bloß mit der Sichel zu mähen versuchte.
Aber die Nachbarn hatten schon alle den Roggen geerntet,
Manche aßen sogar schon die frischgebackenen Fladen.

## Ein Gedicht in deutscher Sprache
Der Gott der Finsternis
Der Gott der Finsterniß, der abgefeimte Teufel,
Erbauet gern den Thor durch eingehauchte Zweifel,
Und dieser ranzt sogleich den Unflath in ein Buch;
Zum Leyd der Redlichen, und seinem eignen Fluch.
Die Hölle freuet sich bey diesen Kindesnöthen,
Und jauchzet, wenn sie sieht den Trost des Glaubens tödten,
Drauf fährt die Pestilenz, mit der verdammten Schrift,
Aus des Verlegers Hand in alle Welt wie Gift.

## Werke

### In deutscher Übersetzung
- Die Jahreszeiten. Aus dem Litauischen übersetzt von Gottfried Schneider. Langewiesche-Brandt, Ebenhausen bei München 2016, ISBN 978-3-7846-1230-0.
- Die Jahreszeiten. Ein litauisches Epos. Nachdichtung und Geleitwort von Hermann Buddensieg. Insel, Leipzig 1970.
- Das Jahr in vier Gesängen, ein ländliches Epos aus dem Litauischen von Christian Donalleitis. Herausgegeben von Ludwig Rhesa. Hartung, Königsberg 1818 (Digitalisat der Bayerischen Staatsbibliothek).
- Dainos oder Litthauische Volkslieder. Gesammelt, übersetzt und mit gegenüberstehendem Urtext herausgegeben von L.J. Rhesa. Nebst einer Abhandlung über die Litthauischen Volksgedichte, und musikalischen Beilagen. Neue Auflage. Durchgesehen, berichtigt und verbessert von Friedrich Kurschat. Theodor Christian Friedrich Enslin, Berlin 1843 (Digitalisat der Bayerischen Staatsbibliothek).
- Littauische Dichtungen nach den Königsberger Handschriften mit metrischer Uebersetzung, kritischen Anmerkungen und genauem Glossar. Herausgegeben von Ferdinand Nesselmann. Hübner & Matz, Königsberg 1869 (Digitalisat der Bayerischen Staatsbibliothek).

### Im litauischen Original
- Litauische Dichtungen. Erste volständige Ausgabe. Mit einem litauisch-deutschen Glossar herausgegeben von August Schleicher. Kaiserliche Akademie der Wissenschaften, Sankt Petersburg 1865 (Digitalisat der Bayerischen Staatsbibliothek).

Es gibt mehrere Übersetzungen der Metai: zwei deutsche aus den Jahren 1869 und 1966 (letztere wurde 1970 wieder aufgelegt), zwei englische (1967 und 1985) und eine schwedische (1991).